# Perfekt particip
Perfekt particip eller perfektparticip är en participalform som förekommer i många indoeuropeiska språk, som svenska, tyska, engelska och franska. I slaviska språk som ryska kallas motsvarigheten preteritumparticip passiv och förekommer vanligen bara för verb i perfektiv aspekt.
I svenskan böjs perfekt particip som adjektiv efter huvudordets numerus, genus och species. De uttrycker i normalfallet att huvudordet genomgått verbhandlingen, som därmed är avslutad. Av vissa verb som betecknar tillstånd, däribland älska och hata, uttrycker de emellertid att huvudordet genomgår verbhandlingen, som således fortfarande pågår. Skillnaden mellan presens particip och perfekt particip hos dessa verb är alltså en skillnad mellan aktiv och passiv funktion.
Verb av första konjugationen (svaga "ar-verb", till exempel fira) bildar perfekt particip med ändelserna -d (utrum singular), -t (neutrum singular) och -de (plural) till infinitivformen, som idag brukar framhållas som deras stam. 
I andra konjugationen (svaga "er-verb", till exempel följa och läsa) försvinner infinitivens -a framför ändelserna, som är -d, -t och  -da vid stamslut på tonande konsonant och -t och -ta vid stamslut på tonlös konsonant, där utrum och neutrum alltså får gemensam form också i singular. 
Tredje konjugationen (svaga "r-verb", till exempel tro) använder -dd, -tt och -dda.
Fjärde konjugationen (de starka verben) använder -en, -et och -na. 
Om ett verb är ett så kallat partikelverb, det vill säga består av ett verb+partikel, skrivs partikeln ihop med verbet i participformen. Förutom genus och numerus har, som hos de flesta andra adjektiviska ord, också species (bestämdhet) påverkan på böjningen av perfekt particip och liksom hos vanliga adjektiv innebär denna att man i bestämd form använder det som i obestämd form endast är pluralens suffix även i singular. Svenskans böjning av perfekt particip innebär att för svaga verb så blir den form av participet som används med huvudord i obestämd neutrum singular identisk med verbets supinumform.
- svag - baka
  - en bakad bulle
  - ett bakat bröd
  - det nybakade/nybakta brödet
  - många nybakade/nybakta kakor
- stark - binda
  - en bunden hund
  - ett bundet lejon
  - den bundne mannen
  - två bundna rånare
- partikelverb - visa ut
  - han är utvisad
  - de utvisade spelarna

Om det verb från vilket perfekt particip är bildat är intransitivt, så är det resulterande participet aktivt, det vill säga att det substantiv som det bestämmer kan sägas ha utfört den aktuella verbhandlingen. Om däremot verbet är transitivt, så är det resulterande participet passivt, och det substantiv som det bestämmer kan sägas ha utsatts för en verbhandling av någon annan, som ej nödvändigtvis behöver vara nämnd.
Exempel:
en sprucken spegelintransitivt verb spricka; det är spegeln som har spruckit, det utsägs inte någonting om att någon annan har spräckt spegeln
en spräckt spegeltransitivt verb spräcka; spegeln har blivit spräckt av någon
Perfekt particip kan antingen direkt bestämma ett huvudord som attribut, eller tillskrivas huvudordet som predikat. När perfekt particip fungerar som predikat behöver de åtföljas av hjälpverb, vanligen bli eller vara.
Exempel:
- attribut
  - en kastad tärning
- predikat
  - tärningen är kastad
  - tärningar blev kastade på golvet

En mening som "Det är lätt att läsa boken" går att förkorta genom att man skriver ihop adjektivet med perfekt participformen: Boken är lättläst.